# А-душ-Негруш
А-душ-Негруш (порт. A dos Negros; МФА: [ɐ duʒ ˈne.gɾuʃ]) — парафія в Португалії, у муніципалітеті Обідуш. Розташована в західній частині країни, на теренах історичної португальської провінції Ештремадура. Входить до складу округу Лейрія. За адміністративним поділом, чинним до 1976 року, терени парафії були складовою провінції Ештремадура. Належить до Лейрійсько-Фатімської діоцезії Католицької церкви. Патрон — Марія Магдалина. Площа — 17,4938 км². Населення — 1489 ос. (2011). Слабо урбанізований регіон. Густота населення — 85,12 осіб/км²
. Код — 101201.

## Назва
- А-душ-Не́груш (порт. A dos Negros) — сучасна назва.
- Алде́йя-душ-Не́груш (порт. Aldeia dos Negros, «село Чорних») — стара назва.
- Алде́йя-дос-Не́грос (ст.-порт. Aldeia dos Negros) — стара назва.

## Історія
До 1147 року на території парафії існувало єврейське поселення. 1148 року португальський король Афонсу І дарував його своєму алмошаріфу-єврею Ях'ї ібн-Яїшу на прізвисько «Чорний» (Негру). Відтоді поселенням керували його нащадки «Чорні» (Негруш), від яких воно отримало назву «село Чорних» (порт. Aldeia dos Negros).

## Населення
| Кількість мешканців | Кількість мешканців | Кількість мешканців | Кількість мешканців | Кількість мешканців | Кількість мешканців | Кількість мешканців | Кількість мешканців | Кількість мешканців | Кількість мешканців | Кількість мешканців | Кількість мешканців | Кількість мешканців | Кількість мешканців | Кількість мешканців |
| ------------------- | ------------------- | ------------------- | ------------------- | ------------------- | ------------------- | ------------------- | ------------------- | ------------------- | ------------------- | ------------------- | ------------------- | ------------------- | ------------------- | ------------------- |
| 1864                | 1878                | 1890                | 1900                | 1911                | 1920                | 1930                | 1940                | 1950                | 1960                | 1970                | 1981                | 1991                | 2001                | 2011                |
| 720                 | 851                 | 1 163               | 1 354               | 1 411               | 1 550               | 1 735               | 1 858               | 2 033               | 2 107               | 1 756               | 1 851               | 1 713               | 1 493               | 1 489               |